# Shonen Knife
Shonen Knife (少年ナイフ) är en japansk punk/garagegrupp bestående av Naoko Yamano (sång och elgitarr), Ritsuko Taneda (elbas och sång) och Emi Morimoto (trummor). De spelar en snabb rock inspirerad huvudsakligen av Ramones och har även framfört en del låtar som ett hyllningsband kallat The Osaka Ramones.
Den 9 april 2010 meddelades det att trummisen Etsuko Nakanishi lämnar bandet på obestämd tid. Den 29 april 2010 presenterades bandets nya trummis, Emi Morimoto.

## Historia
Shonen Knife bildades i december 1981 av systrarna Naoko Yamano och Atsuko Yamano och deras vän Michie Nakatani. Under 1980-talet beskrev bandet sin musik som "super-eccentric-pop-punk-cult-band-shonen-knife!" Bandets första konsert ägde rum den 14 mars 1982 på klubben Studio One i Osaka.

## Medlemmar

### Nuvarande medlemmar
- Naoko Yamano (född 18 december 1960) – sång, gitarr (1981–)
- Atsuko Yamano (född 22 februari 1964) – trummor, sång, elbas (1981–2006; trummor 1981–1999, basist 1999–2006, 2016–; turnébasist USA 2006–2008)
- Risa Kawano – trummor (2015–)

### Tidigare medlemmar
- Atsuko Yamano (född 22 februari 1964) – trummor, sång, elbas (1981–2006; trummor 1981–1999, basist 1999–2006; turnébasist USA 2006–2008)
- Michie Nakatani (född 8 oktober 1961) – elbas, sång, keyboard (1981–1999)
- Mana Nishiura (född 11 oktober 1971, död 4 november 2005[4]) – turnétrummis (2001–2004)
- Etsuko Nakanishi (född 11 juli 1977) – trummor, bakgrundssång (2005–2010)
- Ritsuko Taneda – elbas, bakgrundssång (turnébasist 2006–2008; basist 2008–)
- Emi Morimoto (född 13 september 1981) – trummor (2010–)

## Diskografi

### Studioalbum
- 1982 – Minna Tanoshiku
- 1983 – Burning Farm
- 1984 – Yama-no Attchan
- 1986 – Pretty Little Baka Guy
- 1991 – 712
- 1992 – Let's Knife
- 1993 – Rock Animals
- 1996 – The Birds & the B-Sides
- 1997 – Brand New Knife
- 1998 – Happy Hour
- 2000 – Strawberry Sound
- 2002 – Heavy Songs
- 2003 – Candy Rock
- 2006 – Genki Shock!
- 2007 – fun! fun! fun!
- 2008 – Super Group
- 2010 – Free Time
- 2011 – Osaka Ramones
- 2012 – Pop Tune
- 2014 – Overdrive
- 2016 – Adventure
- 2019 – Sweet Candy Power
- 2023 – Our Best Place

### EP-skivor
- 1991 – We Are Very Happy You Came
- 1992 – Do the Knife
- 1994 – Favorites
- 1994 – Knife Collectors
- 1997 – It's A New Find
- 1997 – Explosion!

### Singlar
- 1991 – "Neon Zebra"
- 1991 – "Space Christmas" Do the Knife
- 1991 – "A Shonen Knife Christmas Record for You"
- 1992 – "Riding on the Rocket"
- 1993 – "Get the Wow"
- 1993 – "Concrete Animals"
- 1993 – "Brown Mushrooms"
- 1994 – "Tomato Head"
- 1996 – "Wonder Wine"
- 1996 – "E.S.P."
- 1998 – "Banana Chips"
- 1999 – "All I Want for Christmas"
- 2001 – "Orange Sun"
- 2011 – "Sweet Christmas" / "We Wish You a Merry Christmas"
- 2012 – "Pop Tune"
- 2016 – "Jump Into The New World"
- 2019 – "Sweet Candy Power"